# Počinok
Počinok in russo Починок? è una cittadina della Russia europea, situata nell'oblast' di Smolensk a circa 50 km da Smolensk, sorge sulle rive del Chmara, tributario del Dnepr. Fondata nel 1868 sulla linea ferroviaria Riga - Orël ed è capoluogo del Počinkovskij rajon.
| Controllo di autorità | VIAF (EN) 224136500 · LCCN (EN) no2012005494 |